# Мамин спальний шарф
«Мамин спальний шарф» — дитяча книжка-картинка 2023 року, написана нігерійською письменницею Чімамандою Нґозі Адічі під псевдонімом Нва Грейс-Джеймс  та проілюстрована конголезько-ангольською ілюстраторкою Джоель Авеліно. У центрі оповіді — маленька дитина Чіно, яка знаходить розраду в маминому шарфі, чекаючи на її повернення.
Історія розгортається, коли Чіно, яка сумує за маминою присутністю, втішається знайомим запахом і відчуттям маминого шалика для сну. Протягом дня Чіно займається різними справами зі своїми бабусею та дідусем, а шарф служить їй джерелом заспокоєння та тепла. Ілюстрації книжки, що отримали високу оцінку за свої яскраві та фантастичні сюжети, доповнюють ніжну та зрозумілу розповідь казки.
Рішення Адічі написати дитячу книжку було зумовлене бажанням задокументувати спогади своєї доньки, в основі яких — образ персонажа Чіно.
Опублікований у межах угоди про видання трьох книг з HarperCollins Children's Books у Великій Британії та Knopf у США, «Мамин спальний шарф» вийшла у різних форматах, включаючи тверду палітурку, електронну книгу та аудіокнигу, також доступне видання іспанською мовою. Реакція на книгу була неоднозначною: деякі критики хотіли більше пригод і змісту, тоді як інші вважали її затишним і жвавим читвом.

## Сюжет
Історія розповідає про Чіно, маленьку дитину, яка сумує за теплом своєї матері, що пішла рано-вранці. Чіно знаходить мамин шалик, який заспокоює її. Потім вона проводить день з бабусею, дідусем і батьком, доки ввечері не повертається мати.
Протягом дня Чіно займається різними справами зі своїми бабусею та дідусем і батьком, а шарф слугує їй джерелом заспокоєння та тепла.

## Написання та публікація
Чімаманда Нґозі Адічі хотіла написати дитячу книгу, але вагалася і боялася, що «через неї хтось помре», оскільки вважала свою творчість «занадто похмурою». Адічі вирішила використовувати інший псевдонім, Нва Грейс-Джеймс, що перекладається як «дитина Грейс Джеймс» і є даниною пам'яті її матері. Адічі зробила це для того, щоб створити окрему сутність і використовувати її як псевдонім для майбутніх дитячих книг. Адічі остаточно задумала написати дитячу книгу, щоб задокументувати спогади своєї дитини, але почала писати, коли її дитині було чотири роки; потім Адічі залишила книгу ще на два роки й відновила написання після смерті свого батька. Перші дві чернетки книги було відхилено Адічі, тому що вони набридли її дочці, з якої була написана головна героїня — Чіно.
За словами Адічі, їй надіслали зразки ілюстрацій кількох художників. Вона відчула, що Джоель Авеліно — конголезець-анголець, який виріс у Великій Британії, — правдиво відобразив африканське життя.
Книгу було опубліковано 5 вересня 2023 року як першу частину трилогії, згідно з угодою з видавництвами HarperCollins Children's Books у Великій Британії та Knopf у США. «Мамин спальний шарф» вийшов у твердій обкладинці, у форматі електронної книги та у вигляді аудіокниги у видавництві Penguin Random House.
Іспанське видання, El pañuelo de mamá, вийшло друком у лютому 2024 року.
Після публікації Адічі влаштувала презентацію книги на тему «Різдвяна магія з Чімамандою» в Лагосі, Нігерія, щоб відсвяткувати свою першу дитячу книгу.

## Рецензія
Kirkus Reviews похвалив «яскраве, фантастичне тло з повторюваними круговими візерунками», зазначивши, що книга «є затишним читанням вголос, яке допоможе маленьким читачам розслабитися перед сном», а Publishers Weekly назвав її «прямолінійною, але жвавою розповіддю». У змішаній рецензії Чінело Езе з газети «The Guardian» зазначив, що «було б добре побачити більше пригод і змісту в деяких сценах», перш ніж зробити висновок, що це «скарб для матерів, які шукають ідеальні моменти зв'язку зі своїми доньками, і це казка, яка не така вже й незнайома для дитини».
Книга увійшла до списку «Нові та варті уваги дитячі та підліткові книги» від Publishers Weekly за вересень 2023 року, «Найкращі нові казки з картинками та романи для дітей і підлітків» від The Guardian та «5 нових книжок, які варто прочитати цього тижня» від The Independent, де отримала оцінку 7/10.

## Нотатки
1. ↑  This translates to "the child of Grace James" which is a tribute to her mother.[1]